# 合コン!合宿!解放区
『合コン!合宿!解放区』（ごうこん ごうしゅく かいほうく）は、朝日放送で1990年5月4日から1992年3月28日まで放送されていた視聴者参加型恋愛バラエティ番組である。

## 番組概要

### 放送時間の移り変わり
スタート当初は金曜日深夜に放送していた『クイズ仕事人』が全国ネット化して、月曜日に移行したため、その後を受けてスタートした。スタート当初は、関西ローカル放送（毎週金曜日23:17 - 翌0:17放送）だったが、翌年の1991年4月にそれまで毎週土曜日23:30 - 翌0:25に放送していた『探偵!ナイトスクープ』が金曜日に移動した事に伴い、毎週土曜日23:55 - 翌0:50の放送へと移動した。ちなみに『ナイトスクープ』と同じ枠であるにもかかわらず放送開始時間が25分遅くなっている理由は、『ニュースフロンティア』開始に伴いテレビ朝日系の土曜夜11時からのニュース番組の放送時間が30分から55分に延びたためで、金曜夜11時台枠と土曜夜11時台枠の番組の交換もこれと同時に行われている。
| 放送期間              | 放送時間            |
| --------------------- | ------------------- |
| 1990年5月 - 1991年3月 | 金曜 23:25 - 翌0:20 |
| 1991年4月 - 1992年3月 | 土曜 23:55 - 翌0:50 |

その年の10月には、一部のテレビ朝日系列局で番販ネット化されたが、結果的には思うように視聴率が伸びず、1992年3月に終了した。最終回は、司会者、レギュラー総出演の「合コン!合宿!解放区最終回スペシャル」というタイトルで放送され、出演者全員の宴会が行われ、夜這いの演出まで行い番組を締めくくった。
後番組はダウンタウン司会の『摩訶不思議 ダウンタウンの…!?』となる。

## 司会
- 桂小枝
- 蓮舫（1990年5月 - 1991年3月、現・参議院議員）
- 清水圭（1991年4月 - 1992年3月）

## レギュラー
- 川下大洋（プロポーズ30秒出場者紹介、ナレーション）
- 百田尚樹（番組構成の傍らソクラテス・プラトン百田大先生の名で出演。主に合コン合宿の模様と夜這いの予想解説も兼ねていた）
- 平田進也（日本旅行添乗員）
- 北村裕子（アイドルグループザ・ポチ!加入前に｢出場チーム入場＆合宿出発時のプラカードガール｣の一員として出演していた）

※この他、ごくまれにゲストで若林正人が出演していたことがある。

## レポーター（合コン合宿の模様を伝える役）
- みやなおこ、牧野エミ、越前屋俵太、前田由紀子、川口寿他

※司会の小枝・清水やナレーションの川下、さらに平田進也などもレポーターで合コン合宿の模様を伝えたことがある。

## 番組の流れ

### オープニング・出場チーム入場
- 司会者が「合コン!合宿!解放区」とタイトルコールを放ち、登場。そして、オープニングトークを行う。そして、ソクラテス扮する百田の先導で、男性5人の3チームが入場をし、後から、女性5人の1チームが入場をする。チーム紹介は川下大洋が行っていた（その時に流れる曲がキダ・タロー作曲の「合コン行進曲」）。

### プロポーズ30秒
- 男性3チームが30秒間アピールを女性5人の1チームにする。中には、放送できないアピール内容があった場合、その時は「あまりにも過激過ぎるので省略します」とカットしていた。アピール終了後に女性5人は、3チームのうち1チームに合宿権を与えるための審議を行う。審議に時間が掛かるため、発表は、エンディングで行う。
- 番組中期～末期には、アピール終了後に女性5人の1チームが各チームに判定を行い、ポイントが高いチームにアドバンテージが与えられた。
- 審議は収録場所だったABCホールの楽屋で行われた（別室前レポートで、ABCホールの名前が書いた看板が映っていた）。 審議の内容は、プライバシーの観点からか一切放映されなかった。

### 合コン合宿
- プロポーズ30秒の審議中に、司会者、レポーター、百田を交えて（ただし、ゲストが来ていたときは、百田は出ていなかった）の「合コン合宿」を伝える。
- 最初に、女性5人1チームと合宿権を獲得した男性1チームの紹介を川下のナレーションで紹介する。紹介の入り方は、小枝が「実はこんなチームだったんですね。見てみましょう。」と言って入っていたが、番組末期は、レポーターが言っていた。
- 合コン合宿は、主に関西圏の有名な一流ホテルか旅館で行われ、そのホテルと旅館の紹介も支配人か女将が紹介し、お問い合わせの電話番号を字幕で出すなど、視聴者サービスも行っていた。（合宿ツアーの添乗員が平田進也である。）
- 男性1チームと女性5人1チームがフリータイムで話したり、宴会で話したりするなどをしていた。

### 愛の夜這い告白
- 男性1人が、寝た振りをしている女性の前で、告白を行う。
- 女性が起きれば、カップル成立、布団にもぐれば、カップル不成立となる。「ねるとん紅鯨団」で適用していた「ちょっと待った!」を宣言しての割り込み告白は、認めていなかった。パーフェクトが出たのは、実際に少なく、完全不成立で全滅の時も多かった。実際、結婚に至ったカップルも非常に少なかった。

### 出場チームへの賞品
出場したチームには、スポンサーではなかったが、もれなく資生堂、大日本製糖等から賞品が送られた。また合宿権を獲得した男性チームには、豪華な賞品が送られた。

### 愛の判定・エンディング
- エンディング前に男性1チームの合宿権が決まる「愛の判定」が行われた。番組初期から中期には、小枝が別室前に行き、決断を決めた女性チームが書いた封筒を小枝が受け取り、小枝がスタジオで1チームを発表をしていたが、中期から末期には、清水が別室前で、チーム紹介をした後、女性チームの代表が1チームを発表をしていた。そして、女性チームが書いた手紙を合宿権を得たチームに小枝が代読していたが、番組中期～末期は、女性チームの代表が読んでいた。発表の仕方は「本日の出場チームを紹介します。○○○チーム、△△△チーム、□□□チーム、見事合宿権を手に入れたのは、○○○チームです。」とコールしていた。
- そして、合宿権を得たチームは、ただちに出発し、「合コン行進曲」が流れ、そして、エンディングを迎え番組を締めくくる。
- エンディングで司会者が「この合宿の模様は、来々週にお伝えします。」と言っていた。これは、番組収録後に「合コン合宿」の収録（殆どが午後から）が行われ、収録と編集に時間を費やすためや、スタジオ収録が2本撮りであったため、その合コン合宿の模様を2週間後に放送する体裁を取っていたためである。

## テーマ曲
- 永井真理子「Ready steady Go!」（オープニング）
- キダ・タロー「合コン行進曲」（プロポーズ30秒、エンディング）

## 番組エピソード
- 番組スタッフが、『新婚さんいらっしゃい!』『探偵!ナイトスクープ』『食卓の大冒険』とほぼ同じだった。
- 日本旅行の添乗員の平田進也はこの番組でブレイクした。平田は学生時代に『ラブアタック!』の「みじめアタッカー」として常連で出場していた。
- 現在、朝日放送の相談役の西村嘉郎が、製作局長時代に製作担当でこの番組に関わっていた。なお、西村はこの番組のルーツとも言える『プロポーズ大作戦』のプロデューサーを務めていた。
- 不定期で、総集編を放送したこともある。
- ラブラブコロシアムと称された当番組で使われたセットは、番組終了の12年後に『パネルクイズ アタック25』のセットのモデルになった。
- 告白タイムの手法は、後に『ねる様の踏み絵』『あいのり』等のバラエティに繋がっている。